# Aphis patvaliphaga
Aphis patvaliphaga är en insektsart som beskrevs av Pashtshenko 1994. Aphis patvaliphaga ingår i släktet Aphis och familjen långrörsbladlöss. Inga underarter finns listade i Catalogue of Life.